# 陈禾

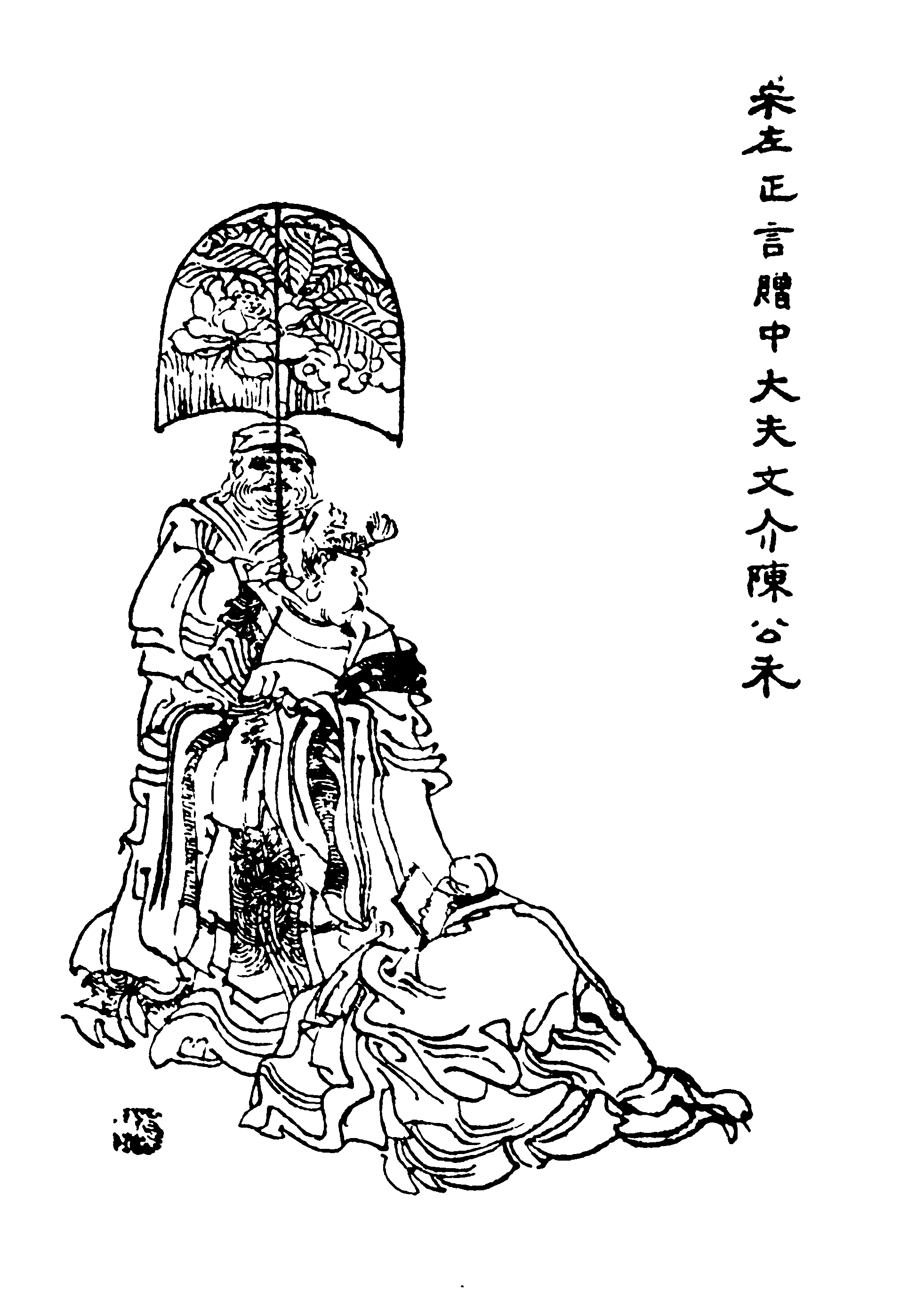
宋左正言贈中大夫文介陳公禾（清代畫家虞琴所繪，出自《四明人鑑》）

陈禾（?—?），字秀实，鄞县人。北宋政治人物。

## 生平
陈禾為元祐元年（1086年）国子监第一名，元符三年（1100年）中进士，初调郓城司汉，歷官辟雍博士、监察御史，累官殿中侍御史。徽宗時，陳禾彈劾蔡京、童貫等“怙寵弄權”。陳禾“論奏未終”，徽宗大怒，拂衣起。陳禾“引上衣，請畢其說，衣裙落。”宋徽宗指责陈禾：“正言碎朕衣矣！”陈禾回答：“陛下不惜碎衣，臣岂惜碎首以报陛下？”内侍捧新袍上殿，请徽宗更衣。徽宗摇頭說：“留此袍，以嘉旌直臣。”後被诬为狂妄，谪监信州酒税。起知广德军，历知和州、秀州。宣和年間知舒州，未及赴任而卒。

## 身后
追贈中大夫，謚號文介。

## 家族
有子陈曦。

## 延伸閱讀
[在维基数据编辑]
 《四明人鑑·宋左正言贈中大夫文介陳公禾》，出自《四明人鑑》
 《宋史/卷363》，出自脱脱《宋史》